# Bandiera bianca

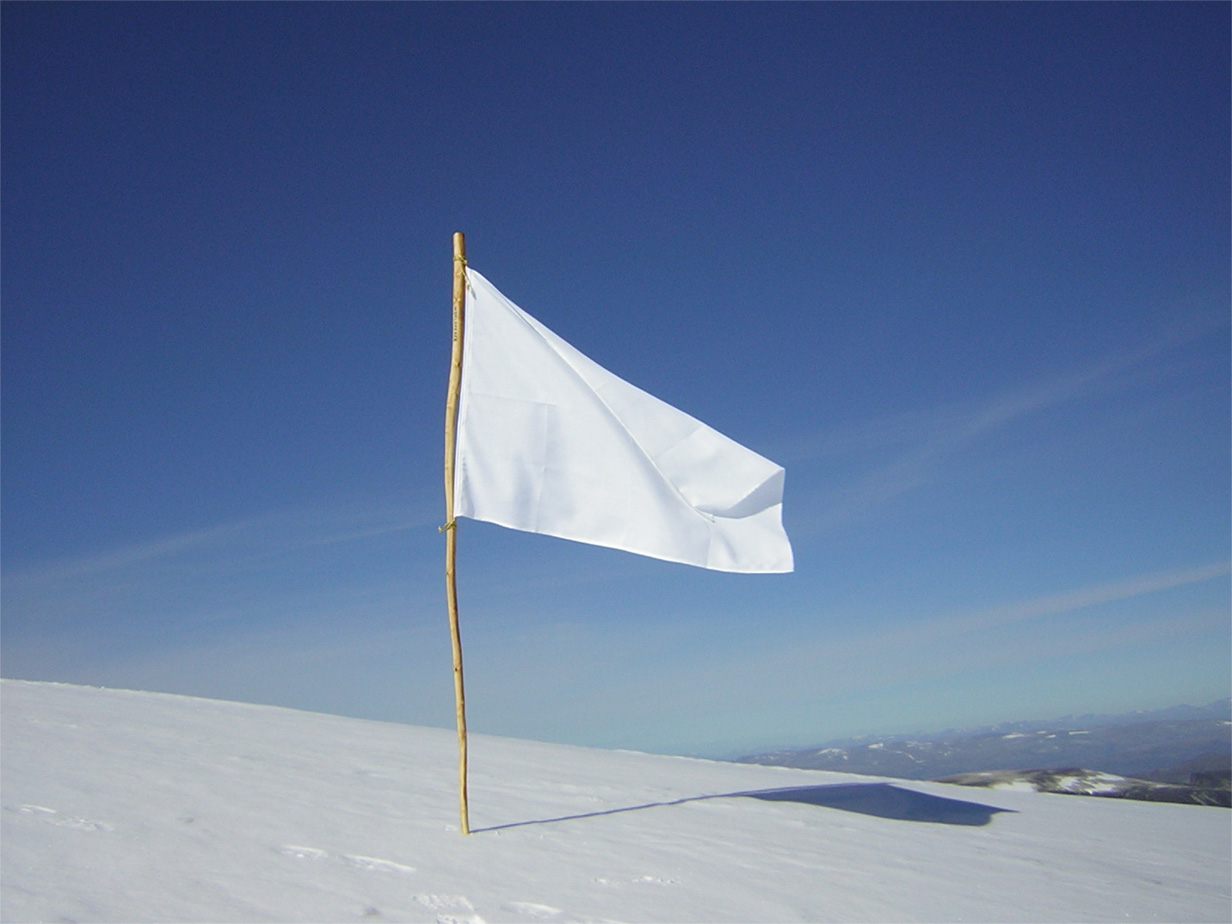
Bandiera bianca esposta al vento.

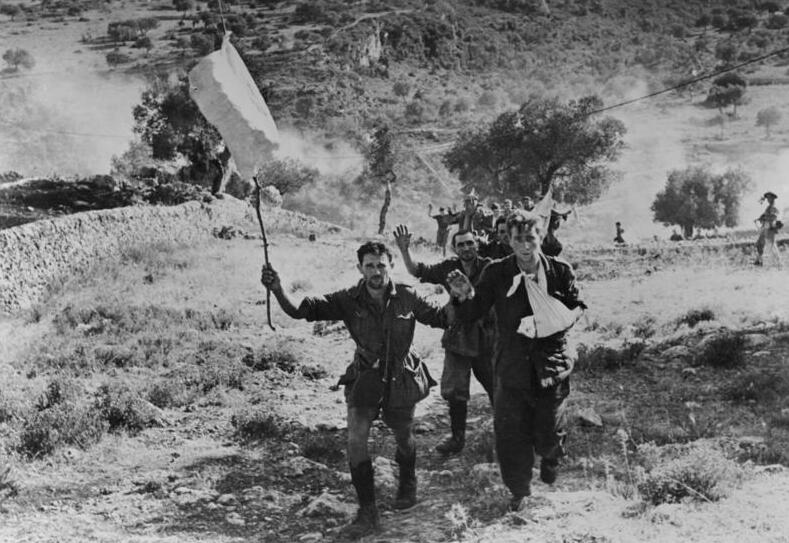
Soldati italiani si arrendono durante lo sbarco in Sicilia

La bandiera bianca è una bandiera di colore bianco. In un contesto bellico caratterizza i non combattenti , siano essi civili, delegati a negoziare, combattenti arresi e la loro inviolabilità.  In diritto internazionale segnala l'"individuo autorizzato da uno dei belligeranti a entrare in trattative con l'altro". Può significare una soluzione parlamentare, il cessate il fuoco, la fine delle ostilità o una resa.

## Storia
Venne utilizzata come simbolo per la capitolazione durante la Dinastia Han orientale (25-220 d.C.). Durante l'Impero romano, lo storico Publio Cornelio Tacito menzionò l'utilizzo della bandiera bianca in segno di resa dei legionari nelle sue Historiae pubblicate per la prima volta nel 109 d.C. Il suo riferimento riguarda la seconda battaglia di Cremona, combattuta tra Vitelliani e Vespasiani nel 69 d.C.; a quel tempo, il segno di resa romano più comune era che i soldati tenessero gli scudi sopra le loro teste. Si ritiene che la tradizione si sia sviluppata indipendentemente in Oriente e in Occidente. Il suo utilizzo fu diverso nei vari continenti. Ad esempio l'esploratore portoghese Gaspar Correia sostenne che nel 1502 (e scrisse nel 1550) il principe indiano Zamorin di Kozhikode inviò alcuni negoziatori muniti di un panno bianco legato ad un bastone, come segno di pace al suo nemico Vasco da Gama.
Nel 1625, il giurista Ugo Grozio nel De iure belli ac pacis ("Le leggi della guerra e della pace"), uno dei testi fondamentali di diritto internazionale, ha riconosciuto la bandiera bianca come un "segno, per cui l'uso ha dato un significato," era "un segno tacito di chiedere al parlamento, e sarà come obbligatorio, come se espresso dalle parole."
Con l'età moderna e la nascita degli Stati nazionali il simbolo divenne una consuetudine di diritto internazionale.
Un primo riconoscimento internazionale avvenne successivamente con la convenzione dell'Aia del 1899 che ha stabilito il diritto all'inviolabilità di chi la porti.
Nel 2024 papa Francesco ha citato  questo simbolo per sostenere la necessità per l'Ucraina di «negoziare» per far finire la guerra con la Russia,

## Altri significati
- Durante una gara di Formula 1, l'esposizione della bandiera bianca indica che c'è un veicolo lento sul tracciato come ad esempio un'auto che si sta ritirando o un mezzo di servizio o di soccorso.[6] Invece nelle series americane, come Nascar e IndyCar, indica l'inizio dell'ultimo giro[7].
- I talebani utilizzarono nel 1996 una bandiera bianca come la bandiera nazionale dell'Afghanistan. Il 27 ottobre 1997 è stata aggiunta alla shahada in nero.[8]
- Nelle scuole austriache la bandiera bianca viene issata quando gli studenti superano l'esame di maturità.
- La bandiera bianca sventolava dal palazzo ufficiale di Parigi dall'Ancien Régime fino al 31 luglio 1830, e rappresentava un simbolo borbonico.
- Bandiera bianca è anche una famosa canzone di Franco Battiato contenuta nell'album La voce del padrone.